# Tyler Smith (fútbol americano)
Tyler Smith (Fort Worth, Texas, 3 de abril de 2001) es un jugador profesional estadounidense de fútbol americano, se desempeña en la posición de offensive tackle en Dallas Cowboys, en la National Football League (NFL).

## Carrera
Fue seleccionado en la Reunión Anual de Selección de Jugadores de la NFL de 2022. Hizo su debut profesional con el equipo Dallas Cowboys, lleva jugando dos temporadas.